# På sälla himlastranden
På sälla himlastranden är ursprungligen en finsk andlig sång - Ihana rauhan ranta författad av Leonard Typpö som publicerades i tidningen Siionin Lähetyslehti nummer 2/1913. Sången sjungs till en finsk folkvisa.  Den är översatt till svenska av Elis Sjövall och medtagen i Sions Sånger 1981.
Begreppet sälla himlastranden är en metafor för det eviga livets lycka efter jordelivets vedermödor och är vanligt förekommande inom framför allt den frikyrkliga sfären.

## Publicerad i
- Sions Sånger 1981 nr 259 under rubriken "Det eviga livet".